# Setge de Hiuchi
Hiuchiyama (火打ち山) era una de les fortaleses de Minamoto no Yoshinaka en la província d'Echizen, Japó. A l'abril i maig de 1183, una força del Clan Taira dirigida per Taira no Koremori atacaren la fortalesa.
La fortalesa fou construïda sobre cingles rocosos, i ben defensada, el clan Minamoto fins i tot havia construït una presa per a crear una fossa. No obstant això, un traïdor dins de la fortalesa va disparar un missatge lligat a una fletxa, al campament Taira, i que va revelar una forma de travessar la fossa i drenar l'aigua. El castell prompte va caure als Taira, però Minamoto no Yoshinaka i moltes de les seues forces aconseguiren escapar.